# 贝圣路易斯 (密西西比州)
贝圣路易斯（Bay St. Louis）位于美国密西西比州南部，是汉考克县的县治。
根据2000年美国人口普查，共有8,209人，其中白人占80.23%、非裔美国人占16.59%、亚裔美国人占1.11%。